# Euidotea caeruleotincta
Euidotea caeruleotincta är en kräftdjursart som beskrevs av Hale 1927. Euidotea caeruleotincta ingår i släktet Euidotea och familjen tånglöss. Inga underarter finns listade i Catalogue of Life.